# Халапеньо
Халапе́ньо (исп. jalapeño) — сорт перца овощного (Capsicum annuum).

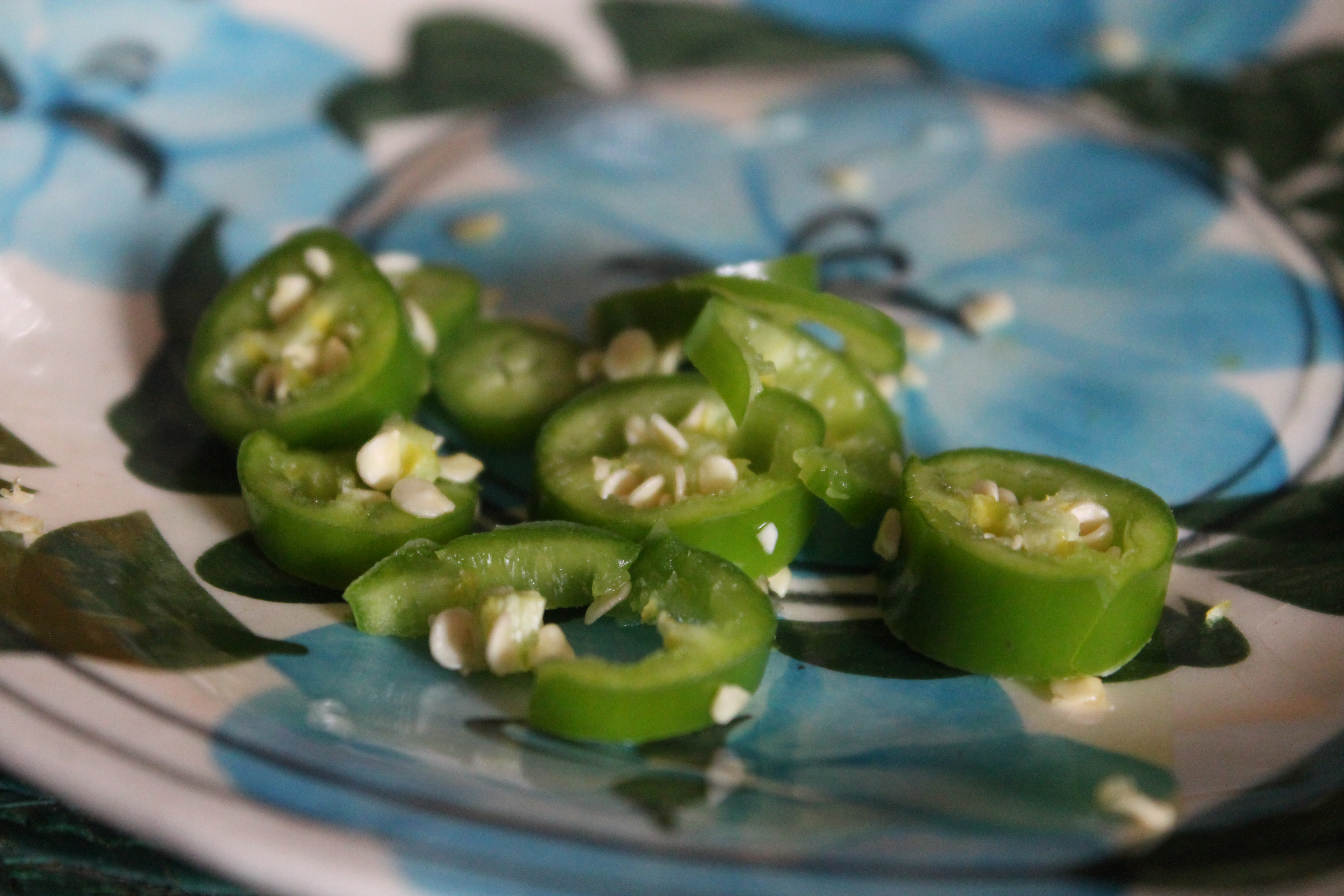
Ломтики свежего халапеньо

Халапеньо — средних размеров перец чили, который ценится за ощущения при его поедании от «тёплого» до «горячего». Плоды перца в среднем имеют длину от 5 до 9 см и собираются зелёными. Выращивают этот сорт в Мексике. Название происходит от города Халапа (штат Веракрус), где традиционно выращивается этот перец. Срок выращивания 70—80 дней. В высоту растение достигает 1 м. С каждого саженца можно снять от 25 до 35 плодов, по мере их роста и созревания. По окончании сезона роста стручки начинают краснеть. Покрасневшие плоды считаются менее качественными, чем зелёные, их либо зарывают в землю, либо высушивают или коптят. Красные плоды используют для приготовления чипотле. При обработке свежих перцев халапеньо можно получить лёгкое раздражение кожи, поэтому сборщики урожая и укладчики используют перчатки.

## Распространение
Около 160 км² выделено для культивирования халапеньо только в одной Мексике, прежде всего в бассейне реки Папалоапан на севере штата Веракрус и в Делисьяс, области Чиуауа. Халапеньо также выращивается в меньших количествах в штатах Халиско, Наярит, Сонора, Синалоа и Чьяпас. В Мексике халапеньо известен под различными названиями, такими как cuaresmeños, huachinangos и chiles gordos.
С 1999 года для выращивания халапеньо в США выделена площадь в общей сложности в 22 км². Основные районы производства — южная часть штата Нью-Мексико и западная часть штата Техас.

## Кулинарные свойства

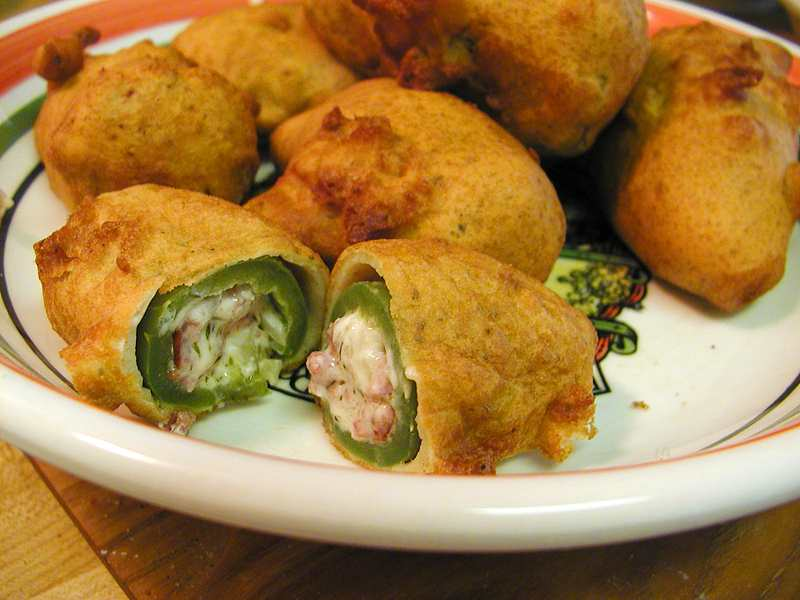
Фаршированный халапеньо в кляре

По шкале Сковилла халапеньо имеет рейтинг от 1000 до 20 000 баллов и является среднеострым. По сравнению с другими перцами чили острота варьирует от средней до высокой и зависит от условий выращивания, хранения и приготовления. Основная острота содержится в тканях, удерживающих семена в стручке. Их удаление позволяет уменьшить остроту перца, одновременно уменьшив особенный кисловатый привкус.